# イヴリン (小惑星)
イヴリン (503 Evelyn) は、小惑星帯に位置する小惑星である。
レイモンド・スミス・ドゥーガンがハイデルベルクで発見し、発見者の母であるイヴリン・スミス・ドゥーガンにちなんで命名された。